# Cistella (Hiszpania)

Położenie gminy na mapie comarki Alt Empordà.

Cistella (dawniej: Sistella) – gmina w Hiszpanii,  w Katalonii, w prowincji Girona, w comarce Alt Empordà.
Powierzchnia gminy wynosi 25,55 km². Zgodnie z danymi INE, w 2005 roku liczba ludności wynosiła 239, a gęstość zaludnienia 9,35 osoby/km². Wysokość bezwzględna gminy równa jest 130 metrów.

## Miejscowości
W skład gminy Cistella wchodzi 5 miejscowości, w tym miejscowość gminna o tej samej nazwie:
- Cistella – liczba ludności: 141
- La Mare de Déu de Vida – 67
- La Ribera de les Planes – 7
- Sant Baldiri – 1
- Vilarig – 23

## Demografia
| 1991 | 1996 | 2001 | 2004 | 2005 |
| ---- | ---- | ---- | ---- | ---- |
| 205  | 211  | 243  | 233  | 239  |